# Camponotus vitiensis
Camponotus vitiensis är en myrart som beskrevs av Mann 1921. Camponotus vitiensis ingår i släktet hästmyror, och familjen myror. Inga underarter finns listade.